# Benjamin Civiletti
Pour les articles homonymes, voir Civiletti.
Benjamin Richard Civiletti, né le 17 juillet 1935 à Peekskill (État de New York) et mort le 16 octobre 2022 à Lutherville (Maryland), est un avocat et homme politique américain. 
Membre du Parti démocrate, il est procureur général entre 1979 et 1981 dans l'administration du président Jimmy Carter.
Premier avocat américain à facturer ses heures de travail 1 000 dollars, il est associé principal dans le cabinet d'avocat Venable LLP, un des plus importants des États-Unis.